# I fratelli di ferro
I fratelli di ferro (Los hermanos del hierro) è un film del 1961 diretto da Ismael Rodríguez.